# Alfred Julbe
Alfred Julbe Bosch (Barcelona, 6 de julio de 1960) es un entrenador de baloncesto español. 
Con 542 partidos dirigidos en la Liga ACB, a fecha de enero de 2019, se encontraba en el puesto número 8 de entrenadores con más partidos.

## Trayectoria deportiva
Su carrera comenzó en Badalona, para entrenar más tarde en Girona, Zaragoza, Cáceres y Andorra. Suma 542 partidos en ACB, con un 54% de victorias.
En 2014 le llega su oportunidad de volver a los banquillos, donde entrenará a una franquicia recién creada en la LNBP, los Titánicos de León. Este club toma el testigo de los Lechugeros, club que también tenía su sede en la ciudad de León, Guanajuato. En los Titánicos, tomara la plaza dejada vacante por el norteamericano Scott Adubato, cesado tras un mal comienzo del equipo, que ha encadenado cuatro derrotas consecutivas.
En febrero de 2018 y hasta la contratación de Svetislav Pešić se hizo cargo de forma interina del FC Barcelona, que previamente había cesado a Sito Alonso. Su último partido en ACB fue en el año 2001.
Tras tres temporadas dirigiendo al Fútbol Club Barcelona "B" de la Leb Oro, se desvincula del club un año antes de su vencimiento.
En julio de 2019 ficha por dos temporadas con el CSP Limoges francés pero después de 22 partidos es despedido por los malos resultados del equipo.
En el 2020 ficha por el equipo de la liga femenina Spar Girona y durante los dos años que está en el cargo consigue una Copa de la Reina.

## Clubs
- Sant Josep Badalona. (Técnico de las categorías)
- 1983-84: Sant Josep Badalona.(Entrenador del equipo Juvenil).
- 1984-85: Joventut de Badalona. (Segundo entrenador ayudante de Aito García Reneses).
- 1985-86: Joventut de Badalona. (Segundo entrenador ayudante de Miquel Nolis).
- 1986-89: Joventut de Badalona
- 1989-94: CB Girona. El 13/10/93, después de 7 partidos, dimite de su cargo haciéndose cargo del equipo de forma provisional el segundo entrenador Pepe Rodríguez, hasta la incorporación el 22/10/93 de Iñaki Iriarte.
- 1994-96: Amway Zaragoza
- 1996-00: Joventut de Badalona. El 20/12/99, después de dirigir 16 partidos, es cesado y sustituido por Josep María Izquierdo, su entrenador ayudante.
- 2000-01: Cáceres C.B.. El 07/12/2000 se hace cargo del equipo sustituyendo a Manolo Flores.
- 2002-03: Basket Zaragoza 2002 (LEB). Sin equipo a principio de temporada, el 19/03/2003 se hace cargo del Basket Zaragoza 2002 sustituyendo a Ranko Zeravica.
- 2003-04: Basket Zaragoza 2002 (LEB)
- 2004-05: Basket Zaragoza 2002 (LEB). Sin equipo a principio de temporada, en enero de 2005 se hace cargo del Basket Zaragoza 2002 sustituyendo a Óscar Quintana.
- 2005-06: Basket Zaragoza 2002 (LEB)
- 2009-10: River Andorra (LEB Plata)
- 2010-11: Uni Girona
- 2012-13: Bàsquet Club Andorra (LEB Oro)
- 2014-15: Titánicos de León (Liga Nacional de Baloncesto Profesional de México)
- 2015-18: Fútbol Club Barcelona "B" (LEB Oro)
- 2019: Selección de baloncesto de Egipto
- 2019: CSP Limoges
- 2020-22: Spar Girona

## Palmarés
- Copa del Príncipe (3): 1987, 1989, 2004.
- Copa del Rey (1): 1997.
- Subcampeón Recopa de Europa (1): 1988
- Subcampeón Copa del Rey (2): 1995, 1998
- Copa de la Reina (1):  2021.